# Agrias songoensis
Agrias songoensis är en fjärilsart som beskrevs av Hans Fruhstorfer 1898. Agrias songoensis ingår i släktet Agrias och familjen praktfjärilar. Inga underarter finns listade i Catalogue of Life.